# Grammonota insana
Grammonota insana är en spindelart som först beskrevs av Banks 1898.  Grammonota insana ingår i släktet Grammonota och familjen täckvävarspindlar. Inga underarter finns listade i Catalogue of Life.